# Valentin Muratov
Valentin Ivanovič Muratov (in russo Валентин Иванович Муратов?; Kostûkovo, 30 luglio 1928 – Mosca, 6 ottobre 2006) è stato un ginnasta e allenatore di ginnastica artistica sovietico, vincitore di cinque medaglie ai Giochi olimpici estivi e quattro ai Campionati mondiali di ginnastica artistica.

## Biografia
Nato nel villaggio Kostûkovo del rajon Kaširskij della Oblast' di Mosca, trascorse a Mosca l'infanzia e la prima giovinezza durante gli anni difficili della seconda guerra mondiale. Dopo la morte del padre in guerra, lavorò ancora adolescente in una fabbrica di munizioni. Cominciò a praticare la ginnastica artistica dopo la fine della guerra, con il ritorno a scuola. Ben presto emerse come uno dei migliori ginnasti dell'Unione Sovietica e, tra il 1952 e il 1956, come uno dei migliori al mondo.
Nel 1951 sposò Sof'ja Poduzdova, anche lei ottima ginnasta; e dal matrimonio nacquero due figli: Sergej nel 1952 e Andrej nel 1961. Dopo aver vinto la medaglia d'oro nel concorso a squadra maschile nelle Olimpiadi del 1952 (Giochi della XV Olimpiade, Helsinki) portò a casa quattro medaglie d'oro (individuale, corpo libero, sbarra, squadre) e una di bronzo (anelli) ai Campionati mondiali di ginnastica artistica di Roma del 1954. Due anni dopo, nei Giochi della XVI Olimpiade di Melbourne, vinse ben quattro medaglie nelle Olimpiadi del 1956, vincendo l'oro nel concorso a squadra, nel corpo libero, e nel volteggio, e la medaglia d'argento negli anelli. L'ultima sua partecipazione a una gara internazionale avvenne ai campionati mondiali di ginnastica artistica che si svolsero a Mosca nel 1958, dove vinse la medaglia d'oro nel concorso a squadre.
Fu costretto al ritiro nel 1958, in seguito a un infortunio. Dal 1960 al 1968 fu allenatore della squadra nazionale sovietica di ginnastica artistica guidandola in numerosi successi. Valentin Muratov scomparve pochi giorni dopo la morte della moglie